# A4-es autópálya (Hollandia)
Az A4-es autópálya (hollandul: Rijksweg 4) egy 119 km hosszú autópálya Hollandiában.

## Képgaléria

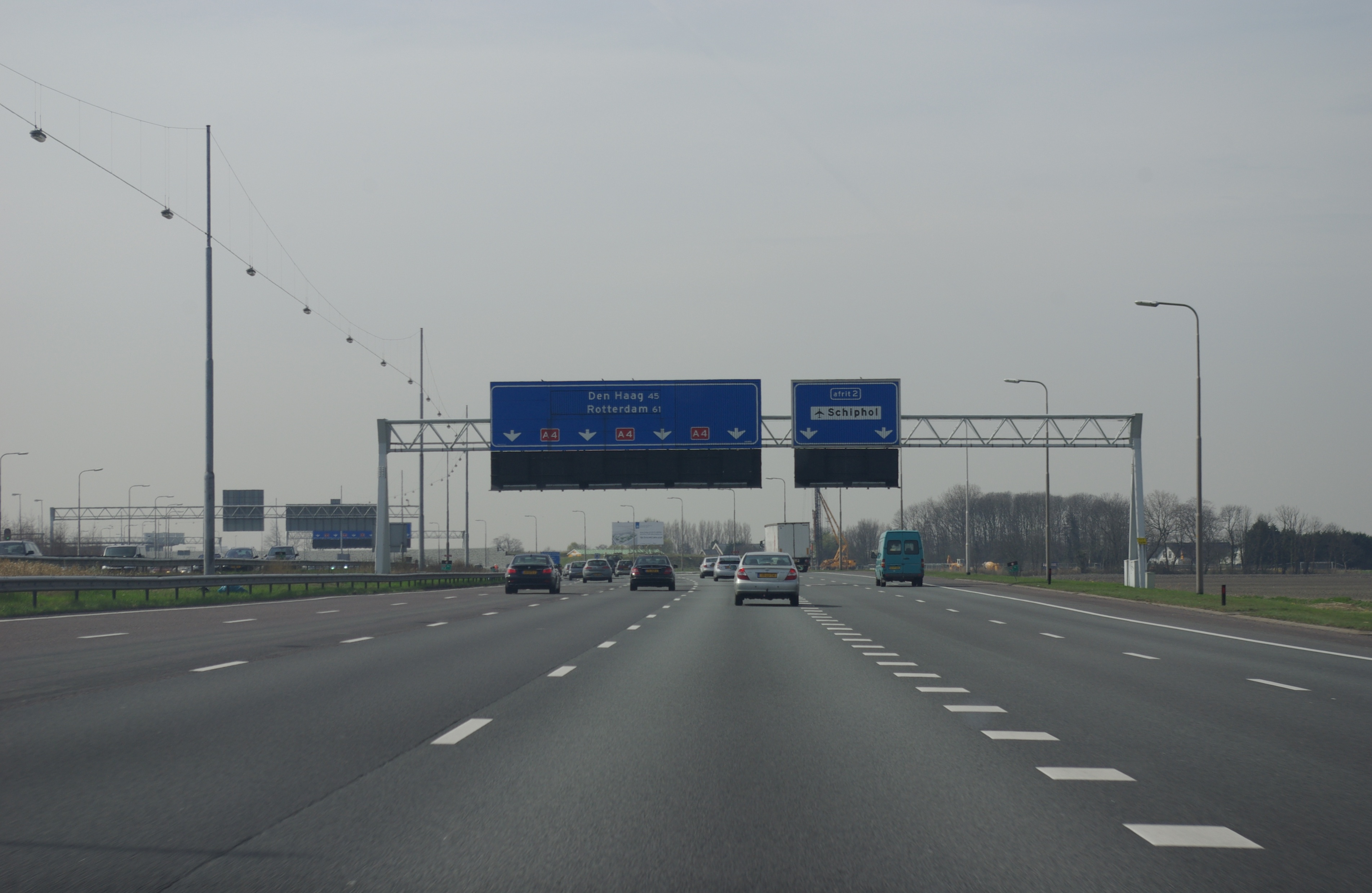
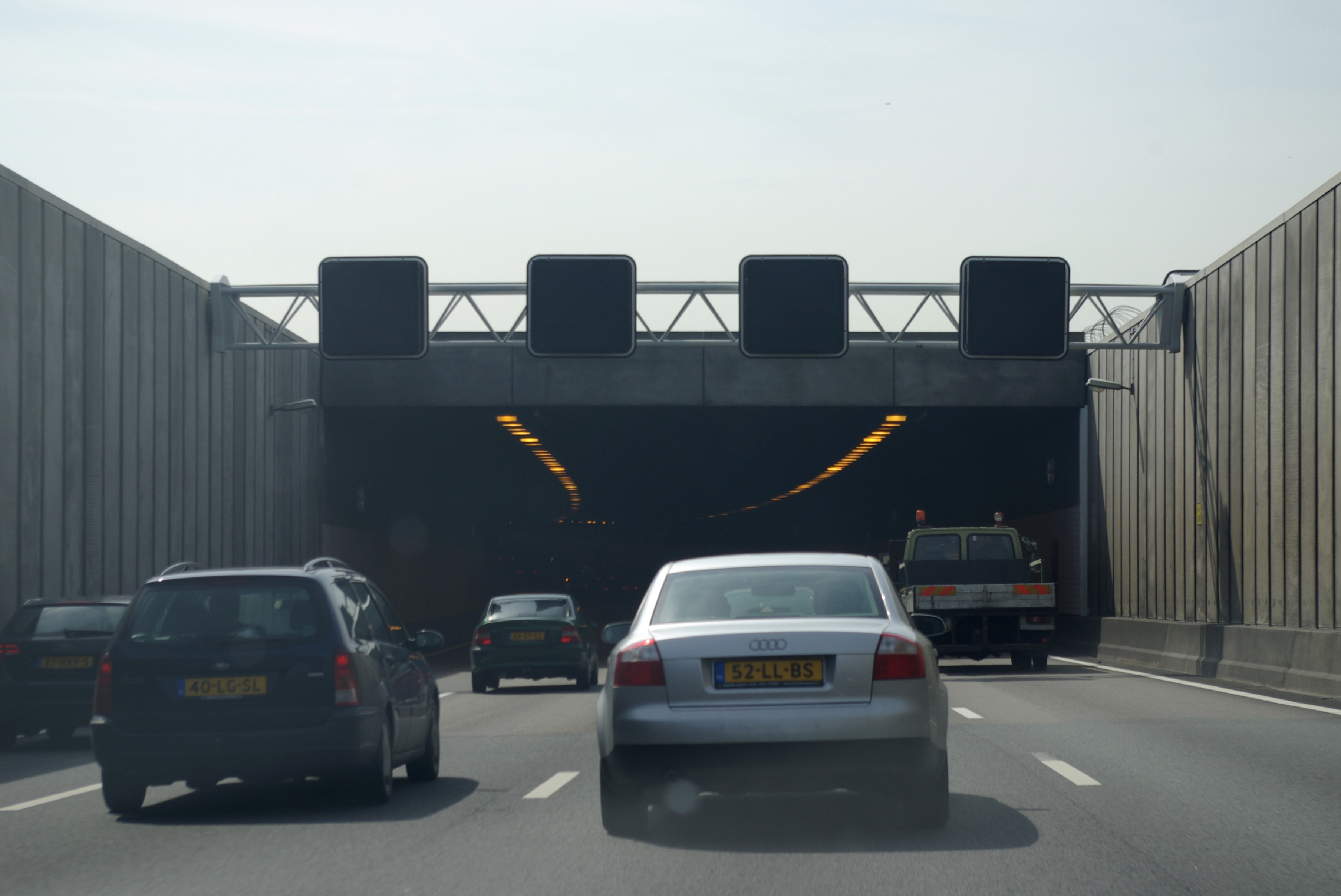
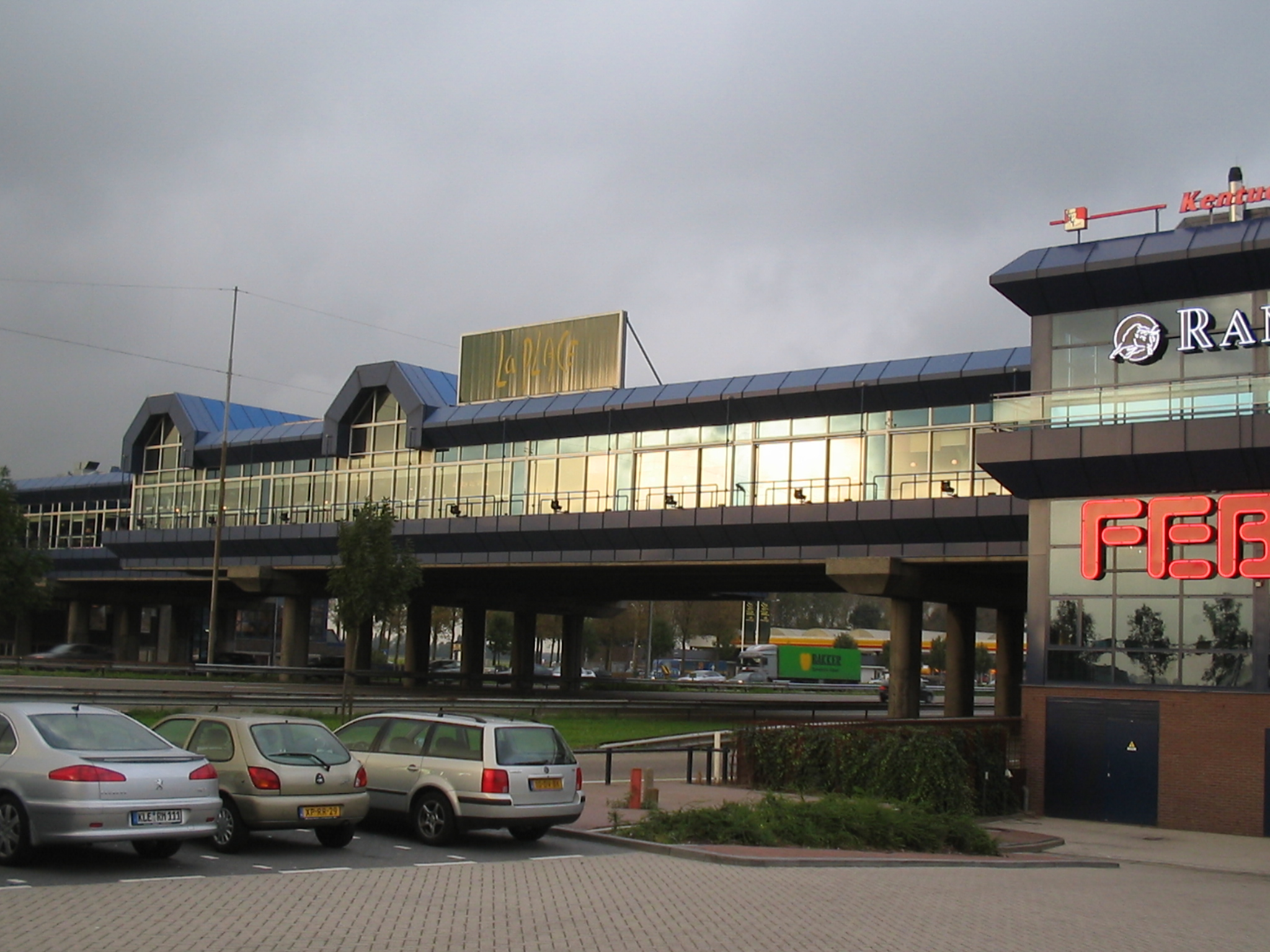
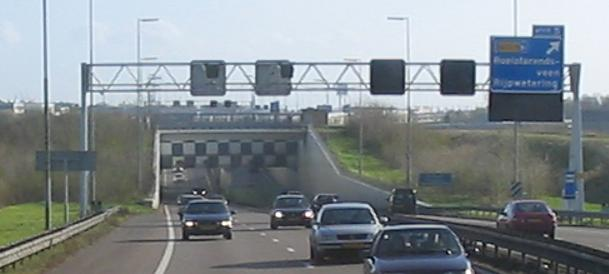
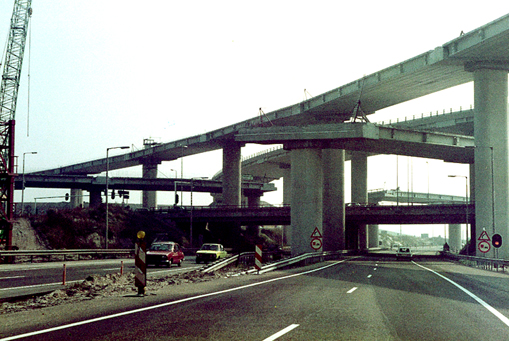
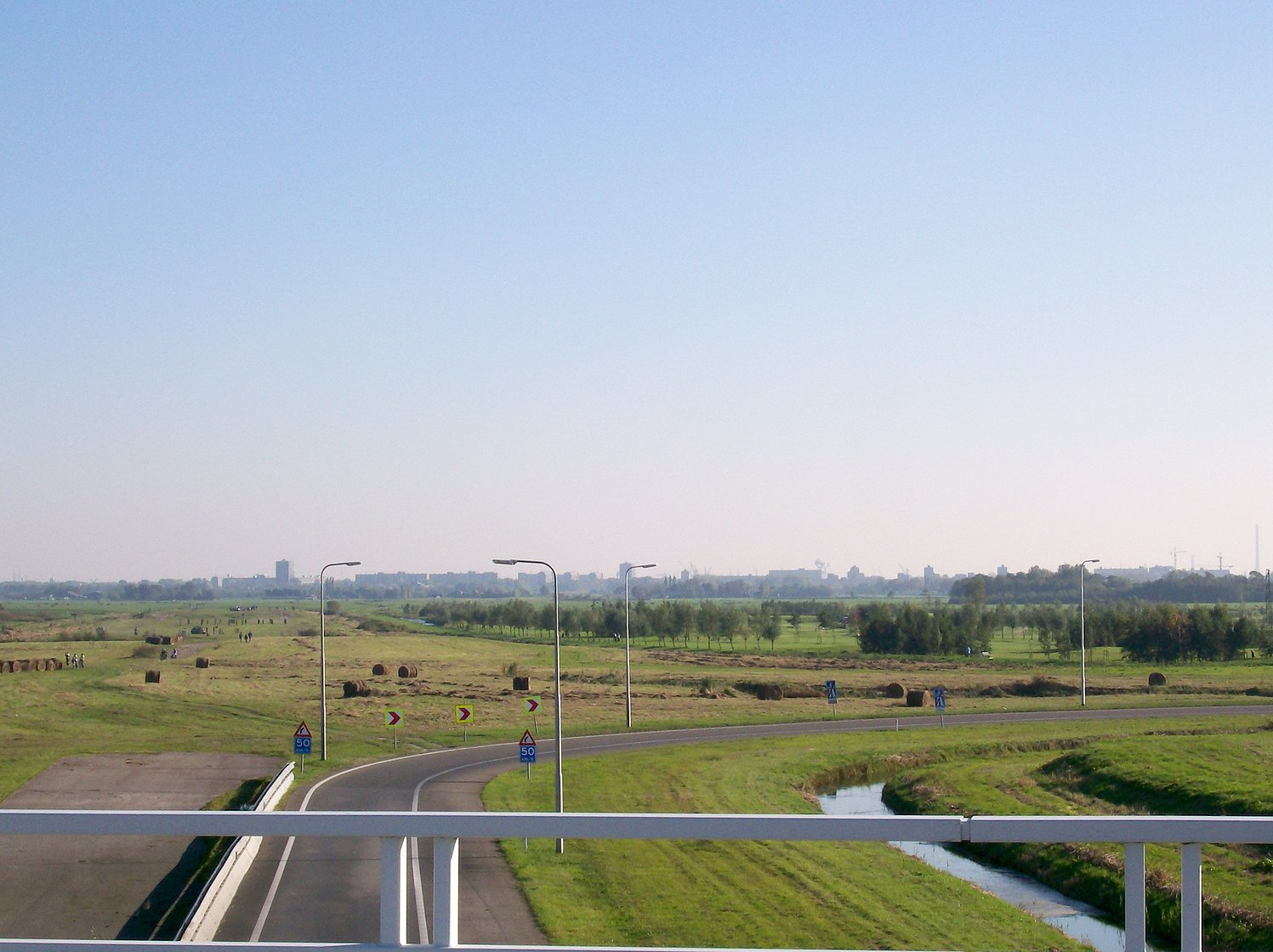
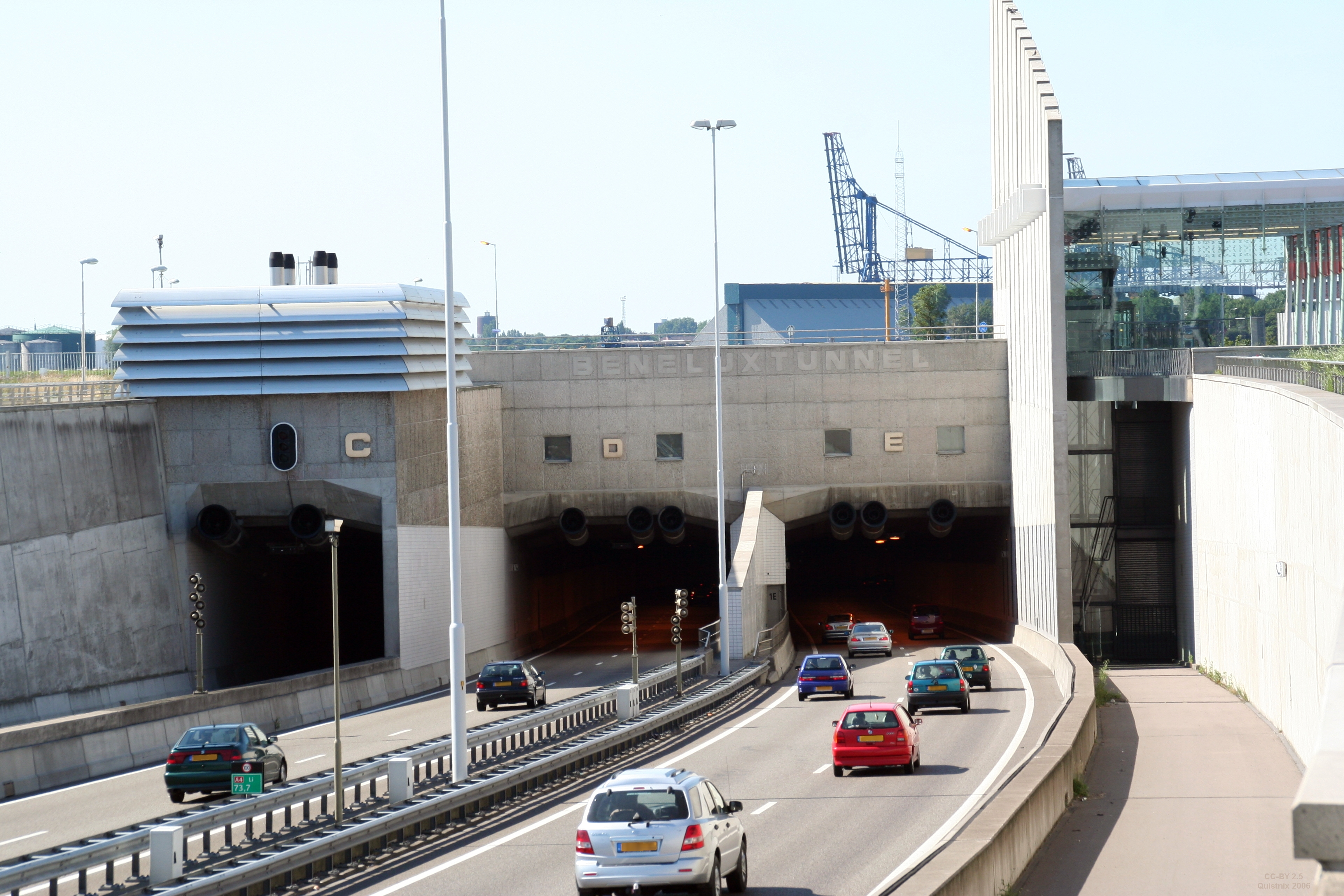
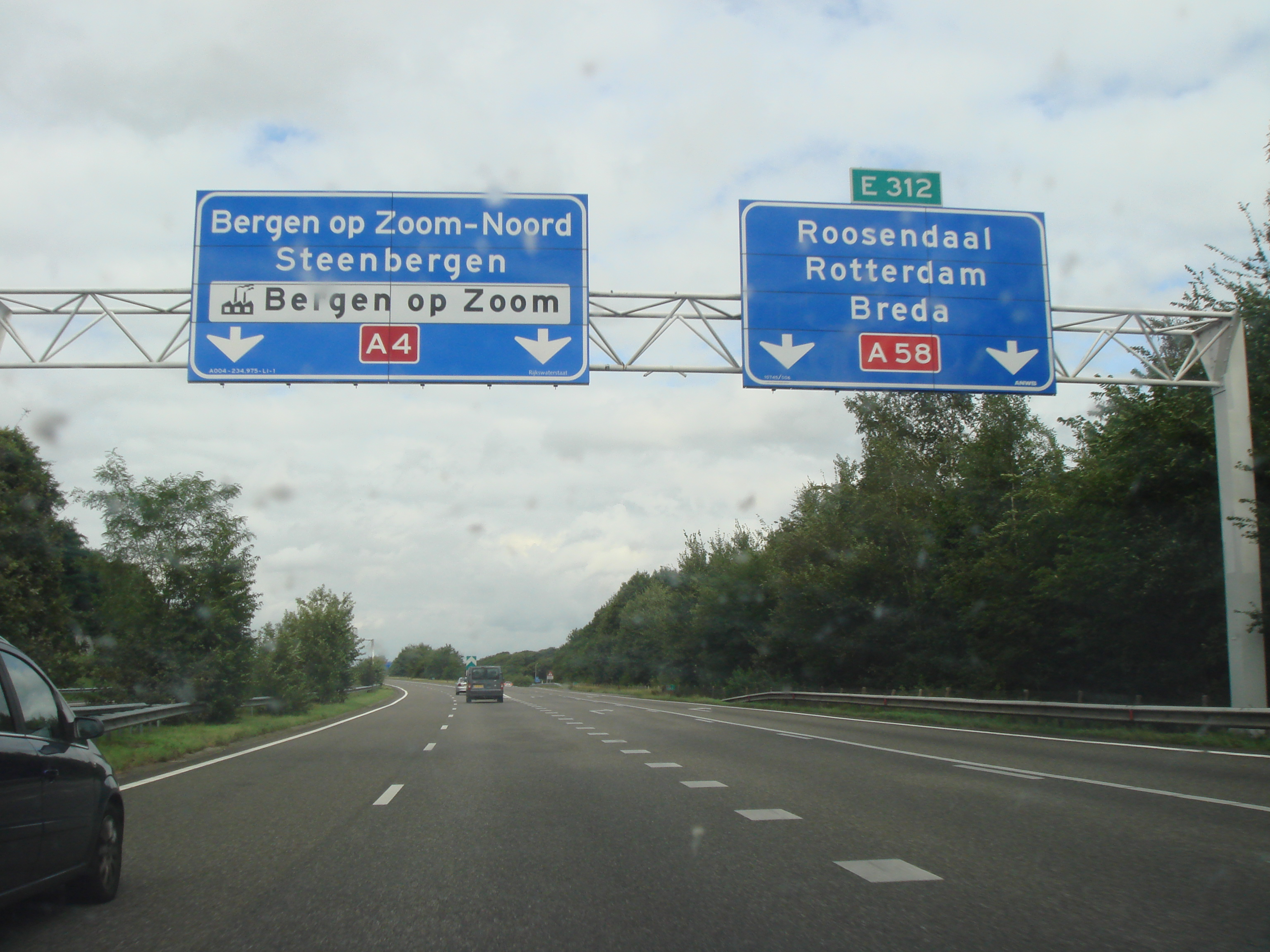
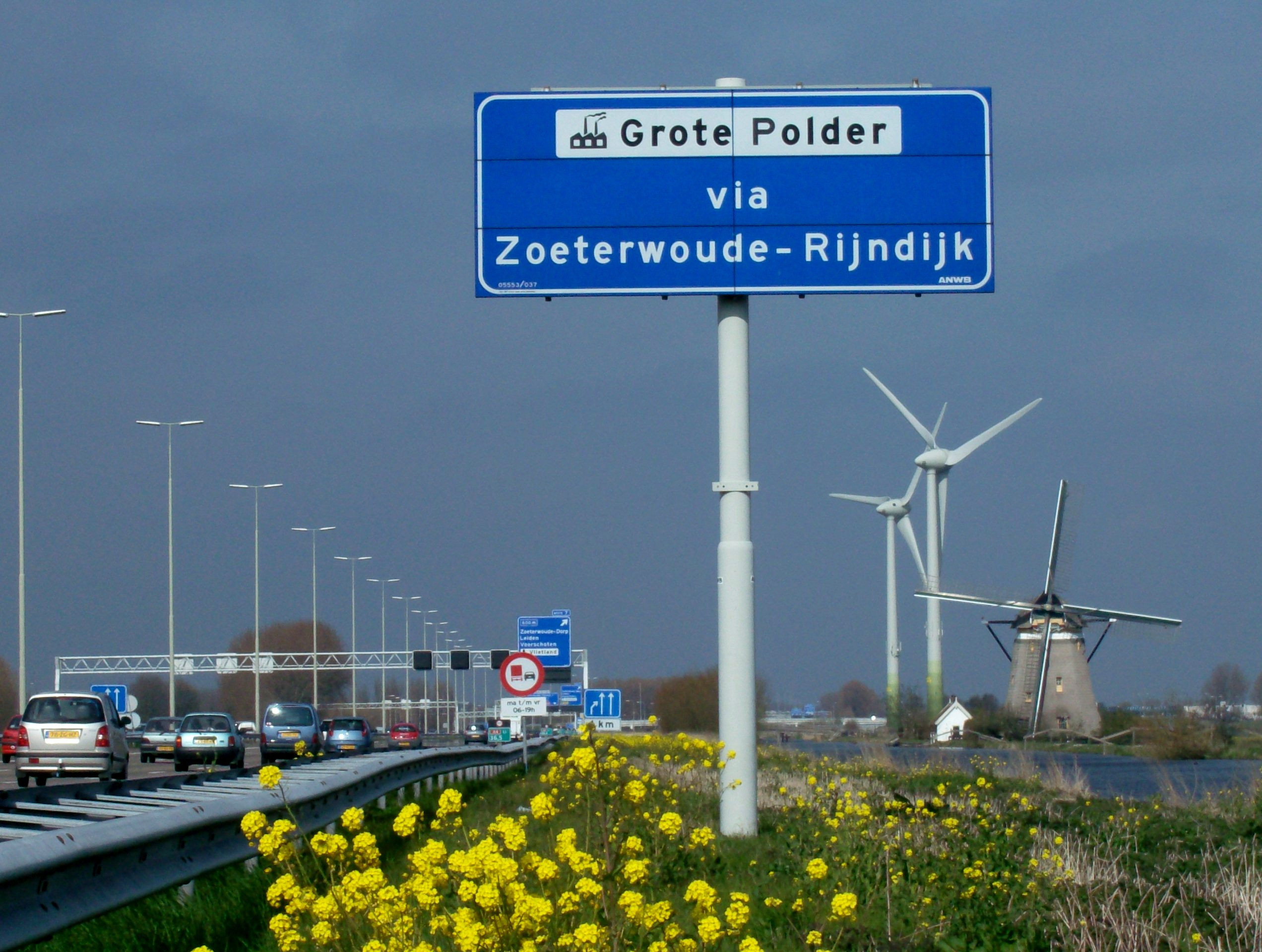